# Sergiu Palihovici
Sergiu Palihovici (n. 6 aprilie 1971, Vadul Rașcov) este un politician din Republica Moldova, care între 18 februarie și 30 iulie 2015 a îndeplinit funcția de Ministru al Mediului al Republicii Moldova. La 5 august 2015 a fost numit în funcția de Secretar General al Guvernului Republicii Moldova urmând să-și înceapă activitatea din 17 august.
Anterior, în perioada 2014-2015 a fost Secretar General adjunct al Guvernului Republicii Moldova, iar în anii 2011-2012 – consilier municipal în Consiliul Municipal Chișinău.
Sergiu Palihovici a absolvit Universitatea de Stat din Moldova, fiind specializat în drept internațional – master în drept (2011-2013), istorie (1989-1994) și politologie - doctor în politologie (2005-2007). Între 1999-2002 a studiat la Academia de Studii Economice din Moldova, specializarea contabilitate și audit, iar între 2005–2006 la Institutul European de Studii Politice de pe lângă Consiliul Europei, Strasbourg, Franța.

## Viață personală
Este căsătorit cu Liliana Palihovici și are doi copii. Soția sa este deputat în Parlamentul Republicii Moldova din 2010 și vicepreședinte al Parlamentului. De asemena, din 2007 ea este vicepreședintele Partidului Liberal Democrat din Moldova. În 2014 a fost decorată cu „Ordinul Republicii”.